# Cereus spegazzinii
Cereus spegazzinii es una especie de planta suculenta perteneciente al género Cereus, dentro de la familia Cactaceae. Se distribuye por Argentina, Bolivia, Brasil y Paraguay.

## Descripción

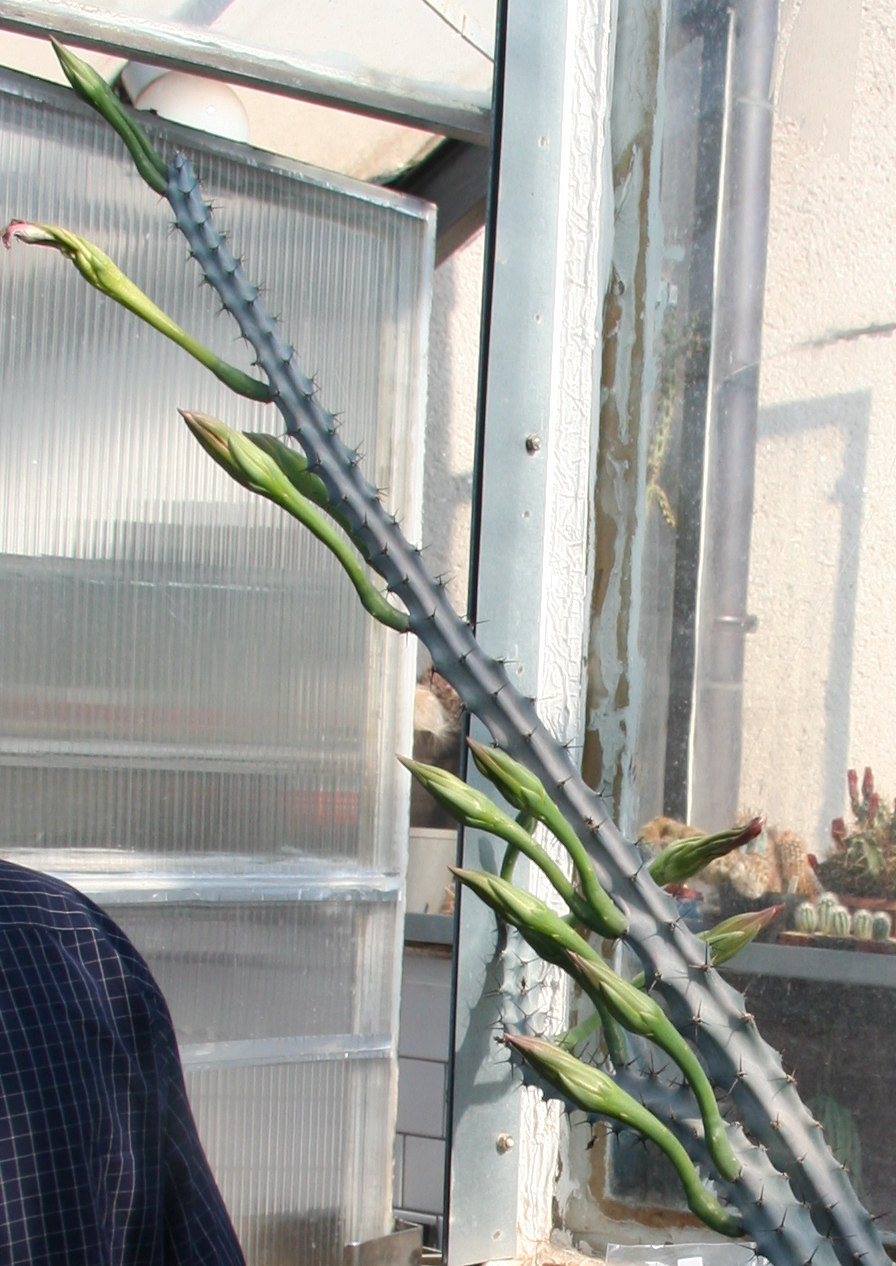
Detalle del tallo con capullos florales

Cereus spegazzinii es una especie de cactus arbustivo muy ramificado. Los tallos son largos, cilíndricos y de color azul verdoso. Crecen verticales, arqueados o casi rastreros y suelen tener un veteado más claro. Miden hasta 2 m de largo y alcanzan un diámetro de hasta 6,5 cm. 
Presentan de 3 a 5 costillas dentadas, sobre las que se asientan areolas muy separadas unas de otras. Inicialmente tienen de 2 a 3 espinas, aunque con la edad llegan hasta 6, son negruzcas y miden hasta 1,5 cm de largo.
Las flores son blancas, miden de 10 a 13 cm de largo y de 7 a 9 cm de diámetro. Los frutos son elipsoides y son de color rosados.

## Distribución y hábitat
El área de distribución nativa de esta especie es Brasil (en Mato Grosso del Sul), Paraguay, Bolivia y noreste de Argentina, y crece principalmente en el bioma tropical estacionalmente seco, a altitudes de hasta 1.400 m sobre el nivel del mar.

## Taxonomía
Cereus spegazzinii fue descrita por el botánico francés Frédéric Albert Constantin Weber y publicada por primera vez en la revista botánica Monatsschrift für Kakteenkunde 9: 102, 103 en 1899.
Etimología
- Cereus: nombre genérico que deriva del término latíno cereus (que se traduce como 'vela' o 'cirio'), haciendo alusión a su forma alargada perfectamente recta.[5]
- spegazzinii: epíteto específico otorgado en honor al botánico y micólogo argentino Carlos Luis Spegazzini.[6]

Sinonimia
- Cereus anisitsii K. Schum., 1899
- Cereus haageanus (Backeb.) N.P.Taylor, 1991
- Cereus lindenzweigianus Gürke, 1906
- Cereus spegazzinii var. ebenacthus (F.Ritter) P.J.Braun & Esteves, 1995
- Cereus spegazzinii var. Hassleri Weing., 1922
- Monvillea anisitsii (K.Schum.) A.Berger, 1929
- Monvillea ebenacantha F.Ritter, 1980
- Monvillea haageana Backeb., 1948
- Monvillea lindenzweigiana (Gürke) Backeb., 1936
- Monvillea spegazzinii (F.A.C.Weber) Britton & Rose, 1920
- Piptanthocereus lindenzweigianus (Gürke) F.Ritter, 1979
- Piptanthocereus spegazzinii (F.A.C.Weber) Riccob., 1909

## Estado de conservación
En la Lista Roja de Especies Amenazadas de la UICN, la especie está clasificada como de “Preocupación Menor (LC)”.

## Usos
Se cultiva principalmente como planta ornamental y su propagación se realiza a través de esquejes o semillas.

## Galería

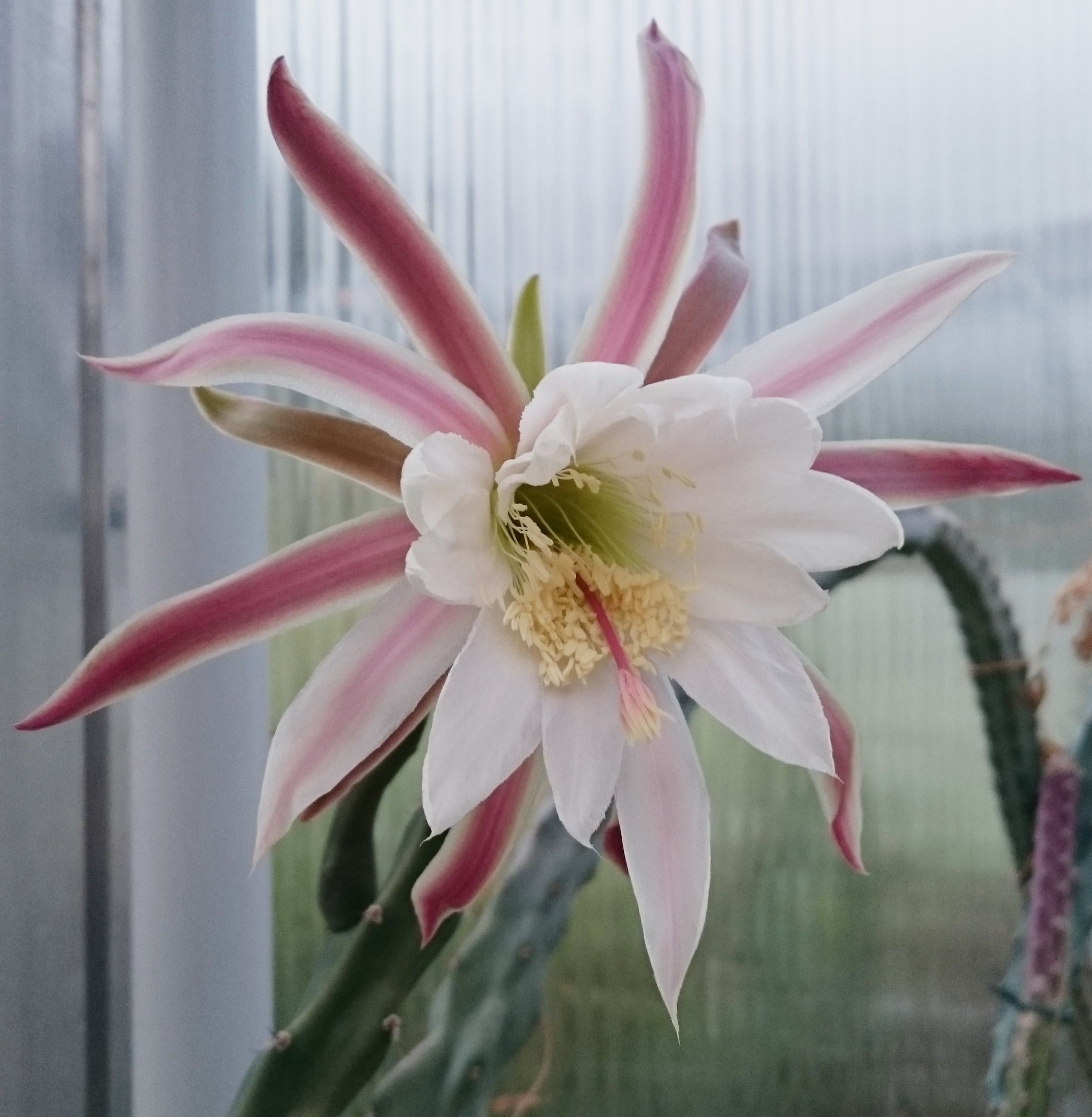
Detalle de la flor
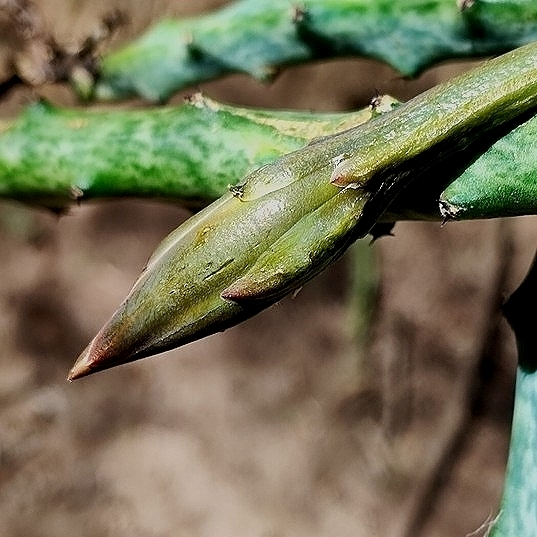
Detalle del capullo floral
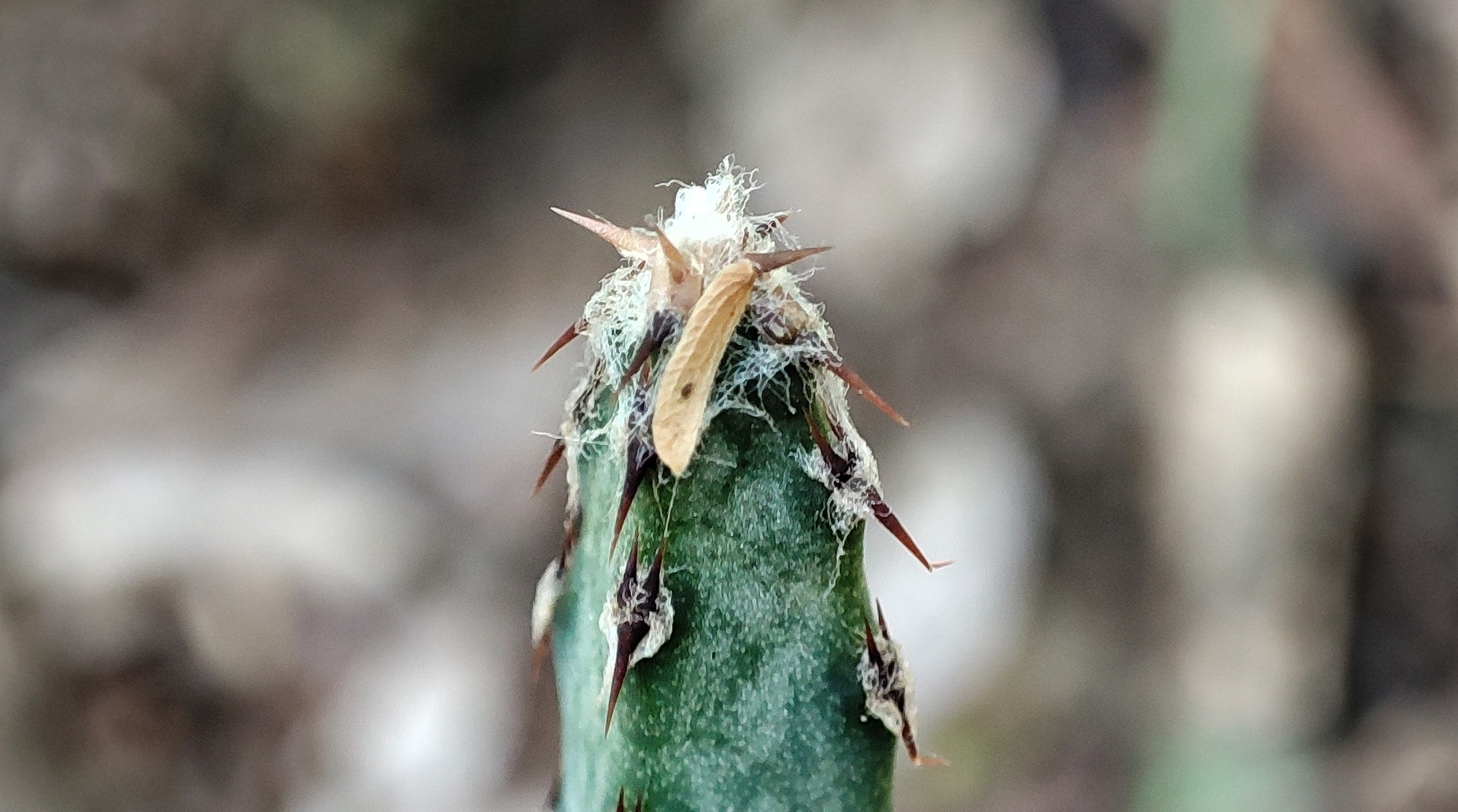
Detalle del ápice
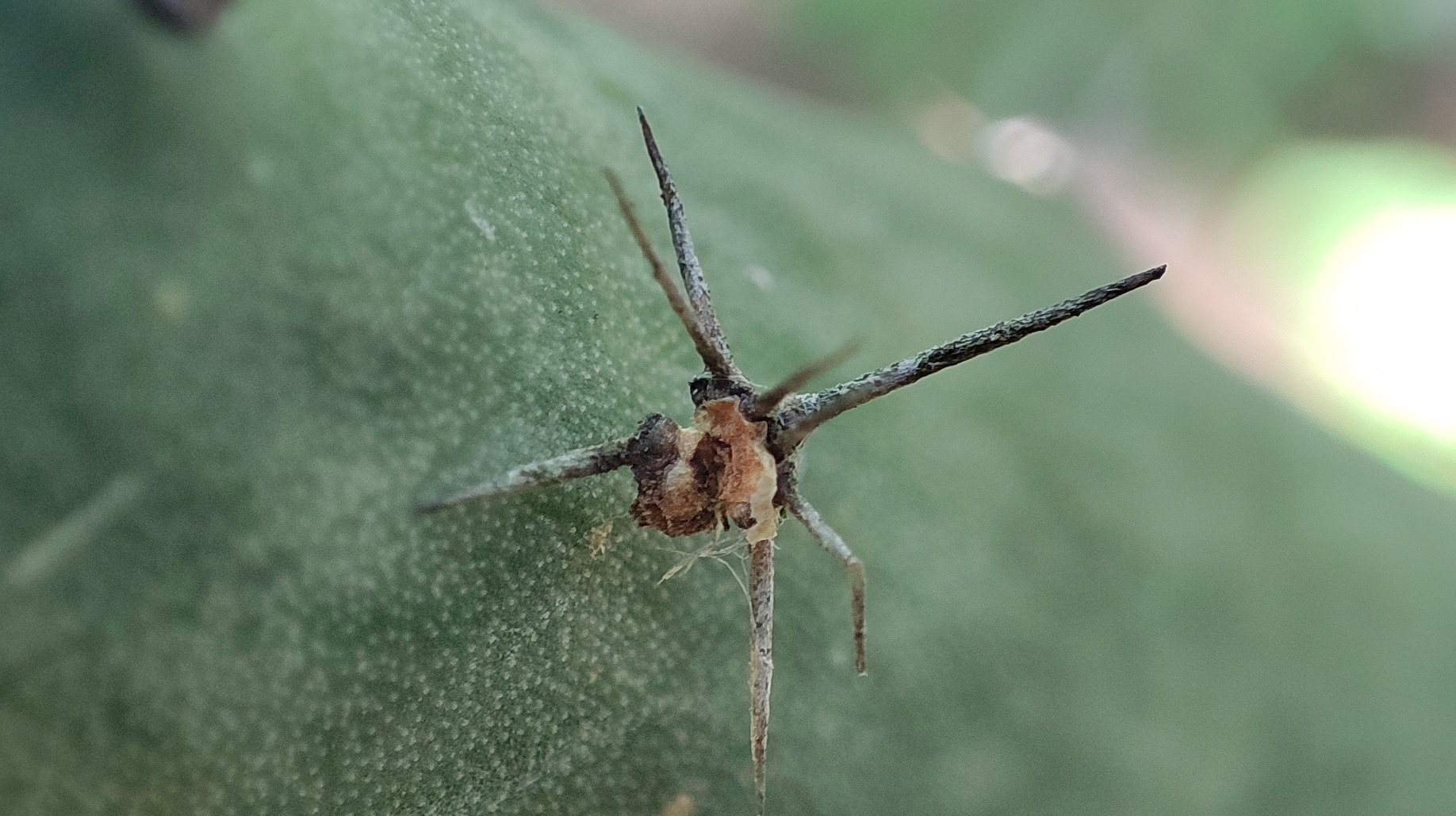
Detalle de las espinas
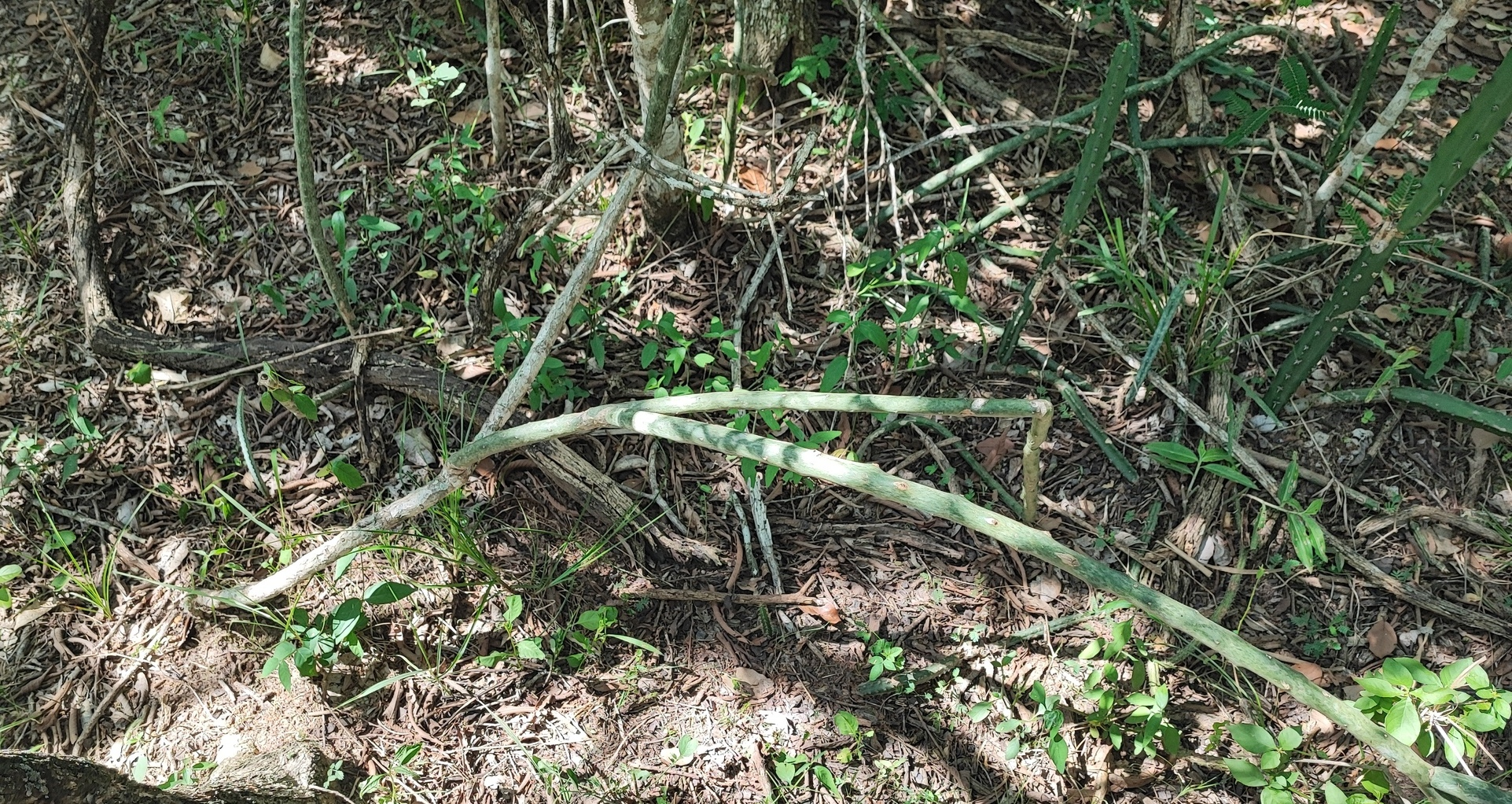
Planta en su hábitat